# Klaus D. Wilde
Klaus D. Wilde (* 1952 in München) ist ein deutscher Wirtschaftsinformatiker.

## Leben
Wilde studierte Betriebswirtschaftslehre an der Universität München. Nach seiner Promotion und Habilitation an der Universität München wurde er 1987 auf den Lehrstuhl für Allgemeine Betriebswirtschaftslehre und methodengestützte Planung an der Universität der Bundeswehr München berufen.
Seit 1991 ist Prof. Wilde Inhaber des Lehrstuhls für Allgemeine Betriebswirtschaftslehre und Wirtschaftsinformatik an der Katholischen Universität Eichstätt-Ingolstadt.
In der Forschung beschäftigt sich Klaus D. Wilde mit Marketinginformatik, Database Marketing, Customer-Relationship-Management (CRM) (vor allem analytischem CRM) und Data-Mining.

## Werke (Auswahl)
- H. Hippner, K. D. Wilde (Hrsg.): Grundlagen des CRM – Konzepte und Gestaltung. Gabler, Wiesbaden 2006.
- H. Hippner, K. D. Wilde (Hrsg.): Management von CRM-Projekten – Handlungsempfehlungen und Branchenkonzepte. Gabler, Wiesbaden 2004.
- H. Hippner, K. D. Wilde (Hrsg.): IT-Systeme im CRM – Aufbau und Potenziale. Gabler, Wiesbaden 2004.
- H. Hippner, K. D. Wilde, M. Merzenich: Handbuch Web Mining im Marketing. Vieweg, Braunschweig 2002.
- K. D. Wilde: Bewertung von Produkt-Markt-Strategien. Duncker & Humblot, Berlin 1989.

| Personendaten    | Personendaten                     |
| ---------------- | --------------------------------- |
| NAME             | Wilde, Klaus D.                   |
| KURZBESCHREIBUNG | deutscher Wirtschaftsinformatiker |
| GEBURTSDATUM     | 1952                              |
| GEBURTSORT       | München, Deutschland              |